# Walter Ruppel
Walter Ruppel (* 17. April 1927 in Hamburg; † 22. Dezember 2016 ebenda) war ein deutscher Dramaturg und Theaterintendant.

## Leben
Walter Ruppel wuchs in Berlin als Sohn eines Arztes auf. Seine Theaterlaufbahn begann er 1950 am Hamburger Theater im Zimmer, zunächst als Schauspieler und Assistent des Gründers Helmuth Gmelin, später dann als Dramaturg. Ab 1956 war er für 1 ½ Jahre Leiter der Pressestelle beim Süddeutschen Rundfunk in Stuttgart, danach arbeitete er als Dramaturg für den Berliner Bühnenverlag Kiepenheuer & Witsch. 1961 kehrte Ruppel nach Hamburg zurück und übernahm unter den Intendanzen von Willy Maertens und Kurt Raeck nicht nur den Posten des Dramaturgen am Thalia Theater, sondern auch die Leitung des künstlerischen Betriebsbüros. Ruppel war danach von 1969 bis 1974 Intendant am Theater Regensburg und übernahm ab 1974 die Intendanz am Stadttheater Bremerhaven, die er im Zuge einer von ihm veröffentlichten, das Mitbestimmungsmodell am Theater persiflierenden Karikatur 1981 beendete.
1983 kam Walter Ruppel erneut nach Hamburg und leitete bis 1985 gemeinsam mit Peter Striebeck das Thalia Theater. 1985 trat Ruppel als Intendant die Nachfolge von Konrad Hansen am Hamburger Ohnsorg-Theater an und war damit der erste Leiter dieser Bühne, der des Plattdeutschen nicht mächtig war. Er führte die Linie seines Vorgängers fort und nahm zunehmend hochdeutsche Bühnenliteratur in niederdeutschen Übersetzungen in den Spielplan auf, so z. B. Dat Schörengericht, eine plattdeutsche Adaption des Kleist-Stückes Der zerbrochne Krug unter der Regie von Ilo von Jankó, ferner Stücke von Bertolt Brecht und Gerhart Hauptmann. Unter Ruppels Ägide erhielt das Ohnsorg-Theater erstmals eine Einladung zu den Ruhrfestspielen in Recklinghausen, die Bühne gastierte ferner mit dem Stück Lütte witte Siedenschöh von Ingo Sax in Japan. Weitere Auslandsgastspiele in dieser Zeit führten nach New York und auf die spanische Insel Mallorca.
1994 trat Walter Ruppel, der in den 1950er-Jahren in drei Hörspielproduktionen des damaligen NWDR mitgewirkt hatte, aus gesundheitlichen Gründen vom Intendantenposten zurück. Sein Nachfolger wurde Thomas Bayer. Er starb am 22. Dezember 2016 in Hamburg im Alter von 89 Jahren.

## Hörspielproduktionen
- 1953: Die Schnapsidee – Regie: Kurt Reiss
- 1954: Lord Mountdrago – Regie: Julius Gellner
- 1954: Das Gericht zieht sich zur Beratung zurück (Folge: Kuppelei) – Regie: Gerd Fricke